# بابی فینچ
بابی فینچ (انگلیسی: Bobby Finch; ۲۴ اوت ۱۹۴۸ – ۱۸ سپتامبر ۱۹۷۸) بازیکن فوتبال اهل بریتانیا بود.
از باشگاه‌هایی که در آن بازی کرده‌است می‌توان به باشگاه فوتبال کویینز پارک رنجرز اشاره کرد.